# Centrolene acanthidiocephalum
Centrolene acanthidiocephalum е вид жаба от семейство Centrolenidae.

## Разпространение
Видът е разпространен в Колумбия.